# 저스티스 리그 (애니메이션)
《저스티스 리그》(영어: Justice League)는 DC 코믹스의 간행하는 동명 만화를 원작으로하는 텔레비전 애니메이션의 제목이자 작품에 등장하는 가상의 슈퍼히어로 팀의 명칭이다.

## 개요
2001년 11월에 미국에서 방송이 시작되었다. 미국에서는 2004년 시즌 3 이후는 《저스티스 리그 언리미티드》라는 제목으로, 2006년까지 제작되었다. 제작은 워너 브라더스 애니메이션이 하였다. 저스티스 리그를 원작으로하는 애니메이션으로는 1970년대에 해나 바베라의 《슈퍼 프렌즈》 이후 첫 작품이다.